# Otto R. Schnutenhaus
Otto Richard Schnutenhaus (* 27. Juni 1894 in San Francisco; † 21. März 1976 in West-Berlin) war ein deutscher Wirtschaftswissenschaftler.

## Leben
Schnutenhaus studierte Betriebswirtschaftslehre an der Handelshochschule Berlin. 1919 promovierte er zum Dr. phil. an der Universität Erlangen. Anschließend war er im Management verschiedener US-amerikanischer und deutscher Firmen, in Treuhandgesellschaften und als Wirtschaftsprüfer tätig. 

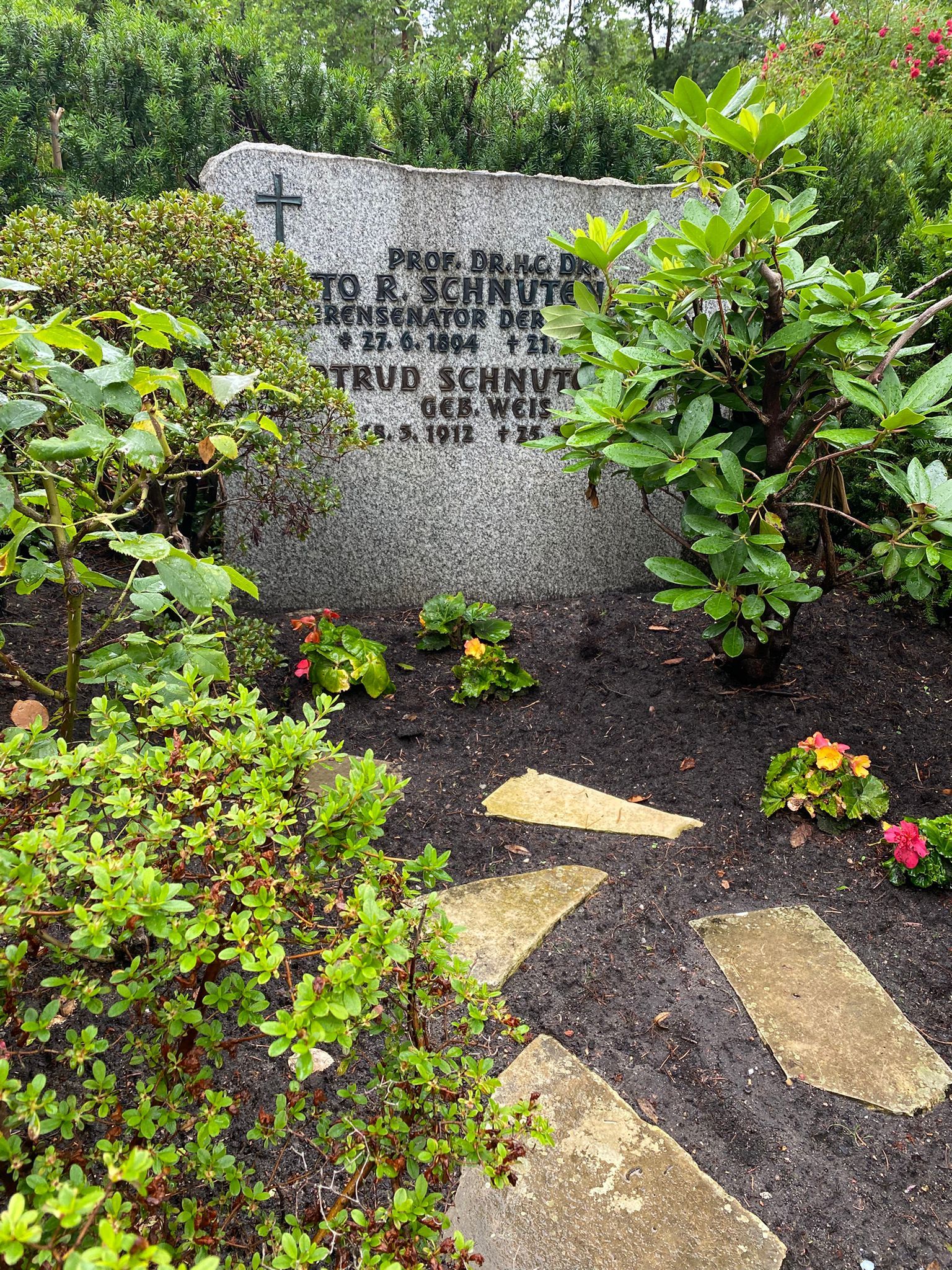
Grabstätte

Nach seiner Habilitation im Jahr 1929 an der TH Braunschweig lehrte er dort bis 1936 als Privatdozent sowie von 1936 bis 1939 als außerordentlicher Professor. Ab Januar 1939 war er bis 1940 an der Technischen Hochschule Berlin außerordentlicher Professor und danach bis 1945 außerplanmäßiger Professor für Betriebswirtschaftslehre. An der Freien Universität Berlin und am Hochschulinstitut für Wirtschaftskunde hielt er von 1948 bis 1952 Gastvorlesungen. Von 1954 bis zu seiner Emeritierung 1962 war er Ordinarius für Betriebswirtschaftslehre (Allgemeine Betriebswirtschaftslehre und Betriebswirtschaftslehre des Handels) an der Fakultät VIII für Wirtschaftswissenschaften der Technischen Universität Berlin. Ab 1958 war er Direktor des Instituts für Wirtschaftswissenschaften und des Instituts für industrielle Verbrauchsforschung und Vertriebsmethoden. Zudem wirkte er als Prorektor (1958–1959 und 1960–1961) und als Rektor (1959–1960) der TU Berlin.
Am 11. Juni 1920 heiratete er in Berlin Margarete von Perbandt (* 11. Dezember 1891 Berlin). Er wurde auf dem Evangelischen Kirchhof Nikolassee beigesetzt.

## Schriften (Auswahl)
- Die Absatztechnik der amerikanischen industriellen Unternehmung. Springer, Berlin 1927, OCLC 31861501.
- Neue Grundlagen der „Feste“-Kostenrechnung. Die Betriebsstrukturkostenrechnung. Deutscher Betriebswirte-Verlag, Berlin 1948, OCLC 21696508.
- Allgemeine Organisationslehre. Sinn, Zweck und Ziel der Organisation. Duncker & Humblot, Berlin 1951, OCLC 4699892.
- Absatzpolitik und Unternehmungsführung. Haufe, Freiburg im Breisgau 1961, OCLC 611098615.
- mit Carl Walter Meyer: Planung und Planungsrechnung bei Lucia, Lüneburger Mechanische Strickerei. 1964.